# Băbana
Băbana là một xã thuộc hạt Argeș, România. Dân số thời điểm năm 2002 là 2846 người.